# Maurice Vagh-Weinmann
Pour les articles homonymes, voir Vagh-Weinmann et Weinmann.
Maurice Vagh-Weinmann, né le 20 août 1899 à Budapest et mort en 1986, est un peintre français d'origine hongroise. 

## Biographie
Maurice Vagh-Weinmann naît le 20 août 1899 à Budapest,. Il travaille en association avec ses frères Nándor et Elemer. On sait qu'ils peignent certaines œuvres ensemble. Les sujets sont les mêmes (paysages tourmentés ou portraits vivants mais fidèles), tout comme la technique impétueuse en pâte.
Mort en 1986, son atelier est dispersé partiellement en 1992 par les maîtres Ribeyre et Baron, à Paris.

## Œuvres dans les collections publiques
- Toulouse, musée des Augustins : Portrait d'un homme assis, huile sur toile, (61 × 50 cm)[3]